# Nikolče Noveski
Nikolče Noveski (mazedonisch Николче Новески; * 28. April 1979 in Bitola) ist ein ehemaliger mazedonischer Fußballspieler. Er stand von 2004 bis 2015 beim Bundesligisten 1. FSV Mainz 05 unter Vertrag.

## Karriere

### Vereine
Der kopfballstarke Innenverteidiger Noveski wechselte 1998 als 19-Jähriger vom mazedonischen Verein FK Pelister Bitola zum deutschen Bundesligisten F.C. Hansa Rostock, für den er jedoch nur einmal in der Bundesliga und ansonsten in der Oberligamannschaft eingesetzt wurde. 2001 wurde Noveski vom Regionalligaverein FC Erzgebirge Aue verpflichtet, mit dem er 2003 in die 2. Bundesliga aufstieg.
Nach dem Bundesliga-Aufstieg des 1. FSV Mainz 05 verpflichteten die Rheinhessen den Innenverteidiger. Nach sieben Spieltagen ohne Einsatz rückte Noveski aufgrund einer von ihm selbst verursachten Trainingsverletzung von Tamás Bódog im Oktober 2004 in die Stammformation der Mainzer. Noveski verlängerte nach Ende der Saison 2006/07 seinen auslaufenden Vertrag bei den Mainzern – trotz Abstieg aus der Bundesliga und lukrativer Angebote anderer Vereine – und hat damit Kultstatus bei den Mainzer Fans erreicht. Seit der Saison 2007/08 war er Mannschaftskapitän. Sein Vertrag bei Mainz 05 lief bis 2015.

### Nationalmannschaft
Für die mazedonische Nationalmannschaft bestritt Noveski 64 Länderspiele und erzielte dabei fünf Tore.

## Sonstiges
Am 19. November 2005 erzielte Noveski beim Bundesligaspiel der Mainzer gegen Eintracht Frankfurt in den ersten sechs Spielminuten innerhalb von 132 Sekunden zwei Eigentore. Später markierte er den 1:2-Anschlusstreffer für die 05er; das Spiel endete 2:2. Seine Aussage nach Spielende dazu: „Immerhin war es mein erster Hattrick.“ Ähnliches gelang bereits zuvor Gerhard Kleppinger, der innerhalb eines Spiels ein Eigentor und zwei Tore schoss.
Zwei Eigentore in einem Bundesligaspiel waren zuvor nur Dieter Bast, Per Røntved, Gerd Zimmermann, Dieter Pulter und später Karim Haggui unterlaufen, die allerdings dafür mehr Zeit benötigten. Mit sechs Eigentoren in der Bundesliga rangiert Noveski gemeinsam mit Manfred Kaltz an erster Stelle dieser Wertung, hat diese Position aber mit deutlich weniger Ligaspielen erreicht.
2005 und 2013 wurde Noveski „Fußballspieler des Jahres“ in Mazedonien.